# Hylobates lar yunnanensis
El gibón de manos blancas de Yunnan (Hylobates lar yunnanensis) es una subespecie del gibón de manos blancas (Hylobates lar), un primate hominoideo de la familia Hylobatidae que habita en China. Se cree que esta subespecie se encuentre extinta.

## Taxonomía
Esta población está clasificada como una subespecie del gibón de manos blancas. Sin embargo existe controversia si en realidad debe reconocerse como una subespecie.

## Apariencia
Esta subespecie se distingue de las otras por su pelo dorsal más largo, la base del pelo más corta y el pelo púbico rojo-marrón o marrón obscuro.

## Estatus
La reserva natural de Nangunhe al sudeste de Yunnan, es el último refugio de gibón de Yunnan. Durante un estudio del 4 al 8 de noviembre de 2007, no se hallaron ejemplares y en 2009 concluyeron que la especie se hallaba extinta en China, lo cual implicaba la extinción de la subespecie. En 2008, en la Lista Roja de la UICN se incluyó la subespecie como datos insuficientes.